# Vilata
Vilata (francès Villate) és un municipi francès del departament de l'Alta Garona a la regió d'Occitània.